# Milton Keynes Dons FC
Milton Keynes Dons FC är en engelsk professionell fotbollsklubb i Milton Keynes, grundad 2004. Hemmamatcherna spelas på Stadium MK. Smeknamnet är The Dons. Klubben spelar sedan säsongen 2019/2020 i League One.

## Historia

### Flytten från Wimbledon
Klubben grundades 2004 ur Wimbledon FC sedan affärsmannen Pete Winkelman köpt klubben och flyttat den från Wimbledon till Milton Keynes. Majoriteten av Wimbledons supportrar övergav klubben i samband med flytten och namnbytet och de bildade i stället en ny klubb, AFC Wimbledon.
Sättet som Milton Keynes bildades på har gjort klubben till en av de mest avskydda inom den engelska fotbollen och många supportrar från andra klubbar vägrar fortfarande att gästa klubbens hemmamatcher.

### De första åren

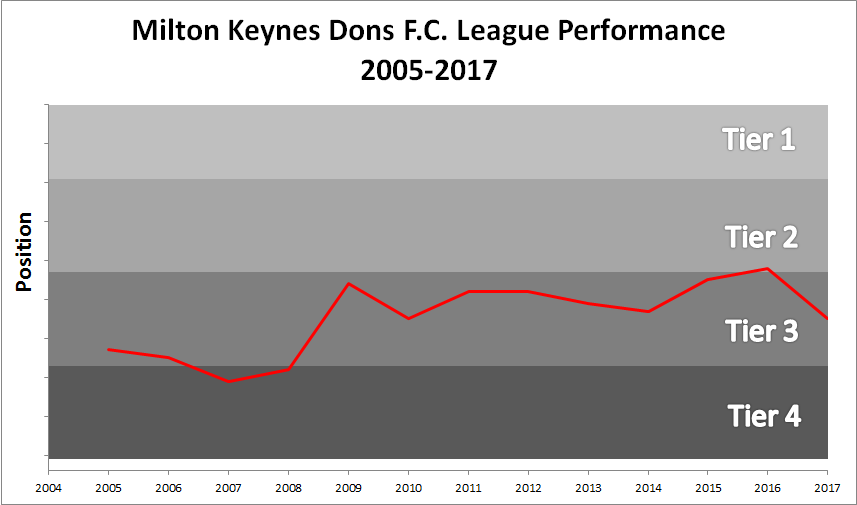
Klubbens ligaplaceringar från och med 2004/05.

Milton Keynes fick överta Wimbledons plats i det engelska ligasystemet och inledde därför i League One säsongen 2004/05. Man lyckades med nöd och näppe klara sig kvar, men nästföljande säsong åkte man ned till League Two. Den andra säsongen där, 2007/08, vann man divisionen och samma säsong vann man även Football League Trophy, allt under ledning av den nya tränaren Paul Ince.
Säsongen 2014/15 kom klubben tvåa i League One och gick upp till The Championship, men säsongen 2015/16 kom man näst sist och åkte ur direkt. Bara två säsonger senare, 2017/18, kom man näst sist även i League One och åkte ned till League Two.

## Rivalitet
På grund av klubbens historia med AFC Wimbledon finns i dag en växande rivalitet mellan de båda klubbarna. De möttes för första gången den 2 december 2012 i FA-cupens andra omgång, en match som Milton Keynes vann med 2–1. Sedan dess har klubbarna mötts ett flertal gånger. Matcherna mellan klubbarna kallas The Dons Derby eller Battle of the Dons i media.

## Spelartrupp
| 1  | England   | Jamie Cumming    | 4 september 1999 | Chelsea (-22)            |
| 18 | England   | David Martin     | 22 januari 1986  | West Ham United (-22)    |
| 23 | Argentina | Franco Ravizzoli | 9 juli 1997      | Eastbourne Borough (-21) |

| 2  | England   | Tennai Watson  | 4 mars 1997       | Reading (-21)                |
| 3  | England   | Dean Lewington | 18 maj 1984       | Wimbledon (-04)              |
| 4  | England   | Jack Tucker    | 12 november 1999  | Gillingham (-22)             |
| 5  | Irland    | Warren O'Hora  | 19 april 1999     | Brighton & Hove Albion (-20) |
| 12 | England   | Daniel Oyegoke | 3 januari 2003    | Brentford (-22)              |
| 21 | Skottland | Daniel Harvie  | 14 juli 1998      | Ayr United (-20)             |
| 22 | England   | Henry Lawrence | 21 september 2001 | Chelsea (-22)                |
| 26 | England   | Jack Davies    | 3 december 2002   | Milton Keynes Dons FC        |
| 33 | Skottland | Zak Jules      | 2 juli 1997       | Walsall (-21)                |

| 6  | England | Josh McEachran  | 1 mars 1993      | Birmingham City (-21)       |
| 7  | Wales   | Matthew Smith   | 22 november 1999 | Manchester City (-22)       |
| 8  | England | Ethan Robson    | 25 oktober 1996  | Blackpool (-22)             |
| 11 | England | Nathan Holland  | 19 juni 1998     | West Ham United (-22)       |
| 14 | England | Bradley Johnson | 28 april 1987    | Blackburn Rovers (-22)      |
| 16 | Irland  | Conor Grant     | 23 juli 2001     | Rochdale (-22)              |
| 17 | England | Dan Kemp        | 11 januari 1999  | Leyton Orient (-22)         |
| 20 | Irland  | Darragh Burns   | 6 augusti 2002   | St Patrick's Athletic (-22) |
| 28 | Irland  | Dawson Devoy    | 20 november 2001 | Bohemians (-22)             |
| 32 | England | Edward Gyamfi   | 23 juli 2004     | Milton Keynes Dons FC       |

| 9  | Nordirland | Will Grigg     | 3 juli 1991   | Sunderland (-22)          |
| 10 | England    | Mo Eisa        | 12 juli 1994  | Peterborough United (-21) |
| 15 | Irland     | Joshua Kayode  | 4 maj 2000    | Rotherham United (-22)    |
| 19 | England    | Louie Barry    | 21 juni 2003  | Aston Villa (-22)         |
| 30 | England    | Matthew Dennis | 15 april 2002 | Norwich City (-22)        |

Not: Spelare i kursiv stil är inlånade.

### Utlånade spelare
| Nr | Land    | Pos | Namn                                                         |
| -- | ------- | --- | ------------------------------------------------------------ |
| 25 | England | F   | Brooklyn Ilunga (i Hemel Hempstead Town till 1 januari 2023) |
| 27 | England | A   | Lewis Johnson (i Concord Rangers till 31 maj 2023)           |

| Nr | Land    | Pos | Namn                                               |
| -- | ------- | --- | -------------------------------------------------- |
| 31 | England | MV  | Ronnie Sandford (i Hertford Town till 31 maj 2023) |

## Meriter

### Liga
- The Championship (nivå 2): 23:a 2015/16 (högsta ligaplacering)
- League Two (nivå 4): Mästare 2007/08

### Cup
- EFL Trophy: Mästare 2007/08
- Berks & Bucks Senior Cup: Mästare 2006/07

## Säsonger
- 2004/05 - 20:e i League One
- 2005/06 - 22:a i League One (nedflyttad)
- 2006/07 - 4:a i League Two
- 2007/08 - 1:a i League Two (uppflyttad)
- 2008/09 - 3:a i League One
- 2009/10 - 12:a i League One
- 2010/11 - 5:a i League One
- 2011/12 - 5:a i League One
- 2012/13 - 8:a i League One
- 2013/14 - 10:a i League One
- 2014/15 - 2:a i League One (uppflyttad)
- 2015/16 - 23:a i The Championship (nedflyttad)
- 2016/17 - 12:a i League One
- 2017/18 - 23:a i League One (nedflyttad)
- 2018/19 - 3:a i League Two (uppflyttad)

### Webbkällor
- ”Club History” (på engelska). Milton Keynes Dons FC. https://www.mkdons.com/club/history/. Läst 28 oktober 2018.